# فریزر آرمسترانگ
فریزر اندرو آرمسترانگ انگلیسی: Fraser Andrew Armstrong ۱۹۵۱ ‏(۷۴ سال)، یک شیمیدان انگلیسی و استادشیمی در دانشگاه آکسفورد انگلستان است. او دارای عنوان همکار انجمن سلطنتی انگلستان می باشد. فریزر آرمسترانگ همچنین یکی از اعضای کالج سنت جان دانشگاه آکسفورد  و از دریافت کنندگان مدال دیوی در زمینهٔ شیمی است.
او از سال ۲۰۰۴ تا ۲۰۰۶ رئیس انجمن شیمی معدنی بیولوژیکی (SBIC) بود. آرمسترانگ با همکاری کاترین بلوندل توانست کتاب "انرژی... فراتر از نفت" را ویرایش کند. 

## زندگی و تحصیلات
آرمسترانگ در سال ۱۹۵۱ میلادی در شهر کمبریج انگلستان به دنیا آمد. او مدرک لیسانس خود را در سال ۱۹۷۵ و سپس مدرک دکترا را در سال ۱۹۷۸ از دانشگاه لیدز دریافت کرد .
در سال ۱۹۸۳ به او بورسیهٔ تحقیقاتی دانشگاهی انجمن سلطنتی اعطا شد و تا سال ۱۹۸۹ در دانشگاه آکسفورد بود و سپس به دانشکدهٔ شیمی در دانشگاه کالیفرنیا در ارواین ایالت متحدهٔ آمریکا پیوست. او در سال ۱۹۹۳ به مکان کنونی خود نقل مکان کرد.

## جوایز و افتخارات
- مدال اروپا در سال ۱۹۹۸ برای شیمی معدنی بیولوژیکی
- جایزه انجمن سلطنتی شیمی در سال ۲۰۰۰ برای بیوشیمی معدنی
- جایزه ماکس‌پلانک در سال ۲۰۰۴ برای "مرزها در شیمی بیولوژیکی"
- مدال انجمن سلطنتی شیمی در سال ۲۰۰۶ برای شیمی بین‌رشته‌ای
- عضو انجمن سلطنتی در سال ۲۰۰۸ [۱۰]
- جایزه جوزف‌چت در سال ۲۰۱۰ از انجمن سلطنتی شیمی[۱۱]
- مدال دیوی انجمن سلطنتی در سال ۲۰۱۲ [۱۲]